# Boom! Shake the Room
«Boom! Shake the Room» es una canción del dúo de hip hop DJ Jazzy Jeff & The Fresh Prince de su quinto álbum Code Red (1993). La pista de muestras "Funky Worm" por el Ohio Players y "Jump" por Kris Kross. El 17 de septiembre de 1993, la RIAA certificó la canción de oro. "Boom! Shake the Room" se convirtió en su única final. Alcanzó #1 en el Reino Unido y Australia, y #13 en el Billboard Hot 100.

## Posicionamiento
| Listas (1993)                                     | Posiciones |
| ------------------------------------------------- | ---------- |
| Australian Singles Chart                          | 1          |
| UK Singles Chart                                  | 1          |
| U.S. Billboard Hot 100                            | 13         |
| U.S. Billboard Hot Dance Music/Club Play          | 36         |
| U.S. Billboard Hot Dance Music/Maxi-Singles Sales | 6          |
| U.S. Billboard Hot R&B/Hip-Hop Singles & Tracks   | 23         |
| U.S. Billboard Hot Rap Singles                    | 11         |
| U.S. Billboard Rhythmic Top 40                    | 23         |

| Predecesor: "Mr Vain" por Culture Beat | UK Singles Chart number one single 19 de septiembre de 1993 durante 2 semanas | Sucesor: "Relight My Fire" por Take That featuring Lulu |